# България на Евровизия
България записва първото си участие в конкурса Евровизия през 2005 година. Изборът на песен, която да представи страната, се продуцира от БНТ. 
За първи път българин участва в конкурса Евровизия през 1964 г., като ФРГ е представена от българската певица Ахинора Куманова известна с псевдонима „Нора Нова“.

## 2005 г.
На Евровизия 2005, която се провежда в Киев, български представители са група „Каффе“ и песента им Lorraine. Те завършват на 19-о място на полуфинала, което не им позволява да вземат участие в същинската битка за песента-победител.
Начинът на избора на „Каффе“ на българския финал е оспорен от подгласниците им, дуото на Слави Трифонов и Софи Маринова. Когато идва техният ред да изпълнят песента си „Единствени“ пред публиката, те излизат на сцената и Трифонов обявява, че се оттеглят от конкурса, защото гласуването е манипулирано чрез SIM карти закупени за 50 хил. лева, така че да спечели група „Каффе“. Трифонов обяснява, че за трите седмици на конкурса дотогава „Каффе“ са имали едва 3000 гласа, а от обяд в събота, часове преди финала, те получили още 60 000 гласа. Крайният резултат е 48 803 отчетени SMS-а за „Единствени“ и 76 590 за песента-победител „Lorraine“.

## 2006 г.
На Евровизия 2006 представителка на България е поп изпълнителката Мариана Попова. Песента ѝ Let me cry е определена като изключително стойностна, но отново не се класира за финала, завършвайки на 17-о място на полуфинала. Като беквокалист на Попова се изявява Азис. Мариана Попова поставя въпроса защо българската песен не успява да премине бариерата на полуфинала.

## 2007 г.
На финалите на Евровизия 2007, проведени във Финландия, България е представена от Елица Тодорова и Стоян Янкулов. Песента им се казва „Вода“ и безапелационно се налага над останалите песни на българския финал, оставяйки вторите – дует Каризма, зад себе си с 30 000 гласа по-малко. Песента е смесица от типичен български фолклор (преки заемки от вокалната традиция на шопския и граовския регион, с елементи на „тресене“ при изпълнението на Елица) вплетен в модно дръм-енд-бейс звучене.
На финала в Хелзинки, българската песен заема пето място след песните на Сърбия, Украйна, Русия и Турция. България получава по:
- 12 точки от Гърция;
- 10 точки от Испания, Кипър и Унгария;
- 8 точки от Република Македония;
- 7 точки от Словения, Чехия и Малта;
- 6 точки от Австрия, Сърбия, Турция, Босна и Херцеговина, Португалия и Хърватия;
- 5 точки от Черна гора, Франция, Финландия, Румъния и Великобритания;
- 4 точки от Армения, Белгия, Германия и Русия;
- 3 точки от Украйна и Молдова;
- 2 точки от Латвия;
- 1 точка от Естония.

## 2008 г.
Евровизия 2008 се провежда в Белград. По регламента от предишните години, първите 10 страни на финала предходната година се класират директно на финала на състезанието, но за 2008 регламентът е променен и България отново участва на полуфинал въпреки своето 5-о място през 2007 г. Вече единствено 4-те Големи (Великобритания, Германия, Испания и Франция) и победителят от предишното издание (в случая Сърбия) се класират директно на финала без да се налага да минават през полуфинал. Другото ново нещо е, че полуфиналите са два.
Българската песен „DJ, Take Me Away“ на „Deep Zone Project“ и DJ Balthazar участва на втория полуфинал на 22 май. Въпреки „плахото представяне на Йоана като вокал“ (vsekiden.com) песента се очаква да има успех заради модерното си (електронно) звучене, но в крайна сметка не се класира на финала.

## 2009 г.
Красимир Аврамов представя България на Евровизия 2009 в Москва с песента си „Illusion“
Това е решението на зрителите в зала 1 на НДК и зад телевизонните екрани, които определят песента-победител чрез телефонно обаждане или SMS. Красимир Аврамов получава за своята песен „Illusion“ 55,52% от гласовете на зрителите.

## 2010 г.
За представянето на България в конкурса БНТ променят дотогавашния регламент поради няколко предишни спорни участия на страната в конкурса. Новият представител на България в конкурса е избран от 51 композитори, музиканти и представители на медиите. Миро събира най-много гласове от положителния вот и през октомври е поканен да бъде Българският представител в Конкурса за песен Евровизия.
Съгласно новия регламент за участие на България от БНТ са избрани 5 песни, които Миро трябва да изпълни.
На 7 февруари е Националният полуфинал, на който Миро изпълнява петте песни: „Eagle“, „Моят поглед в теб“, „Twist & Tango“, „Остани“ и „Ангел си ти“.
На националния финал на 28 февруари с над 48% от зрителския вот песента на Миро „Ангел си ти“ беше избрана да бъде българската песен в Евровизия 2010. 
В аранжимента на песента се включва британският композитор Гордън Дейвис, работил с изпълнители като Дейв Стюард, Уолтър бойс, Роби Уилямс и много други. А за хореографията на изпълнението на Миро в Осло се включва Венол Кинг, арт директор на Майкъл Джаксън, Кайли Миноуг, Тина Търнър, Принс, Роби Уилямс и др. Информацията за участието му в представянето на Миро е публикувана и на сайта на Майкъл Джексън.

## 2011 г.
На Евровизия 2011 България е представена от песента на Поли Генова „На инат“. Поли Генова се опитва да стане българския участник в Евровизия няколкократно. Последният ѝ опит е през 2009 година с песента One Lifetime Is Not Enough. През 2005 и 2006 г. тя участва на Националната Селекция за конкурса за песен Евровизия с група „Мелъди“.
Изпълнителката участва във втория полуфинал, но не успява да достигне до финала, тъй като се класира на дванадесето място.

## 2012 г.
За Евровизия 2012 на финала на националния конкурс „Българската песен в Евровизия“ е избрана песента „Love Unlimited“ на Софи Маринова.
На 14 януари 2012 г., на полуфинала на конкурса за избор на песен, Маринова и песента ѝ заемат второто място при зрителите (и пето по брой точки при журито) с 2162 SMS-а и 93 т. от журито, след Деси Слава (DESS), която е обявена като първи избор едновременно и на публиката и на журито, с 2396 SMS-а и 148 т. от журито. На финала на 29 февруари обаче, Софи Маринова заема първо място по брой получени SMS-и и е трета при журито, докато Десислава е втора при зрителите и не влиза в челната тройка на журито. Група New 5 на финала е на трето място при зрителите и първа при журито, но при равен резултат предимство взима изборът на зрителите – в случая песента на Софи Маринова.
Софи Маринова участва на втория полуфинал на конкурса в Баку на 24 май и не попада сред първите десет, които продължават участието си на финала. Българската песен е с равен брой точки с класиралата се за финала песен на Туджи от Норвегия, но с получени точки от една държава по-малко (от 10 срещу 11 държави за Норвегия), което се оказва фатално.

## 2013 г.
Елица Тодорова и Стоян Янкулов са избрани от БНТ отново да представляват България през 2013 г. С песента „Само шампиони“ те се класират на 12-о място във втория полуфинал.

## 2016 г.
След 2 години отсъствие България се завръща на сцената на Евровизия. БНТ избра това да бъде Поли Генова, която за втори път представя страната ни на песенния конкурс. Песента „If Love Was a Crime“ се класира във втория полуфинал, обявена пета по ред сред финалистите, а на големия финал завършва на 4-то място.
На финала в Стокхолм България получава по:
| Точки    | Държава                                      |
| -------- | -------------------------------------------- |
| 20 точки | Република Македония                          |
| 18 точки | Австралия, Малта                             |
| 16 точки | Азербайджан                                  |
| 15 точки | Ирландия и Франция                           |
| 14 точки | Израел                                       |
| 13 точки | Великобритания и Норвегия                    |
| 12 точки | Албания, Испания, Кипър, Словения, Сърбия    |
| 11 точки | Белгия                                       |
| 7 точки  | Армения, Гърция, Италия, Черна гора          |
| 6 точки  | Дания, Полша                                 |
| 5 точки  | Австрия, Беларус, Босна и Херцеговина, Чехия |
| 4 точки  | Германия, Унгария, Финландия, Швеция         |
| 3 точки  | Грузия, Сан Марино, Украйна                  |
| 2 точки  | Латвия, Литва, Молдова                       |
| 1 точка  | Нидерландия, Хърватска, Швейцария            |

## 2017 г.
Кристиан Костов е избран да представя България на Евровизия 2017 с песента „Beautiful Mess“, която се класира във втория полуфинал, обявена първа по ред сред финалистите, а на големия финал завършва на рекордното за България 2-ро място.

## 2018 г.
Група „Екуинъкс“ (Равноденствие) е избрана да представя България на Евровизия 2018 с песента „Bones“. В състава на групата влизат Жана Бергендорф, Владо Михайлов от група „Сленг“, Георги Симеонов – JJ, Джони Манюел, финалист от „Америка търси талант“ и Трей Кембъл. Песента се класира в първия полуфинал, обявена седма по ред сред финалистите. Страната завършва на 14-о място на финала.

## 2020/2021 г.
На 30 октомври 2019 г. е обявено че България се завръща на сцената на Евровизия. На 25 ноември 2019 г. БНТ обявява, че Виктория Георгиева ще представи страната в Ротердам. На 18 март 2020 г. е решено Евровизия 2020 да не се проведе заради пандемията от коронавирус. На 21 март 2020 г. генералният директор на БНТ Емил Кошлуков заявява че: „Виктория заслужава втори шанс“, и е решено тя все пак да представи България на Евровизия 2021 с песента Growing up is getting old. През 2021 г. домакин остава Нидерландия, а град-домакин Ротердам. Песента се класира във втория полуфинал, обявена трета по ред сред финалистите. На финала завършва на 11-о място.

## 2022 г.
Група „Интелиджънт Мюзик Проджект“ е избрана да представя България на Евровизия 2022 с песента „Intention“. В състава на групата влизат Славин Славчев, Стоян Янкулов – Стунджи (който за трети път участва в песенния конкурс), Бисер Иванов, Иво Стефанов, Димитър Сираков и Рони Ромеро. Песента се класира в първия полуфинал и завършва на 16-о място.

## Представители
| Година | Представител                                              | Език                                                      | Песен                                                     | Финал                                                     | Точки                                                     | Полуфинал                                                 | Точки                                                     |
| ------ | --------------------------------------------------------- | --------------------------------------------------------- | --------------------------------------------------------- | --------------------------------------------------------- | --------------------------------------------------------- | --------------------------------------------------------- | --------------------------------------------------------- |
| 2005   | Каффе                                                     | английски                                                 | „Lorraine“                                                | Не се класира                                             | Не се класира                                             | 19                                                        | 49                                                        |
| 2006   | Мариана Попова                                            | английски                                                 | „Let Me Cry“                                              | Не се класира                                             | Не се класира                                             | 17                                                        | 36                                                        |
| 2007   | Елица и Стоян                                             | български                                                 | „Вода“                                                    | 5                                                         | 157                                                       | 6                                                         | 146                                                       |
| 2008   | Deep Zone и DJ Balthazar                                  | английски                                                 | „DJ, Take Me Away“                                        | Не се класира                                             | Не се класира                                             | 11                                                        | 56                                                        |
| 2009   | Красимир Аврамов                                          | английски                                                 | „Illusion“                                                | Не се класира                                             | Не се класира                                             | 16                                                        | 7                                                         |
| 2010   | Миро                                                      | български, английски                                      | „Ангел Си Ти“                                             | Не се класира                                             | Не се класира                                             | 15                                                        | 19                                                        |
| 2011   | Поли Генова                                               | български                                                 | „На Инат“                                                 | Не се класира                                             | Не се класира                                             | 12                                                        | 48                                                        |
| 2012   | Софи Маринова                                             | български и други                                         | „Love Unlimited“                                          | Не се класира                                             | Не се класира                                             | 11                                                        | 45                                                        |
| 2013   | Елица и Стоян                                             | български                                                 | „Само шампиони“                                           | Не се класира                                             | Не се класира                                             | 12                                                        | 45                                                        |
| 2014   | България не участва                                       | България не участва                                       | България не участва                                       | България не участва                                       | България не участва                                       | България не участва                                       | България не участва                                       |
| 2015   | България не участва                                       | България не участва                                       | България не участва                                       | България не участва                                       | България не участва                                       | България не участва                                       | България не участва                                       |
| 2016   | Поли Генова                                               | английски, български                                      | „If Love Was A Crime“                                     | 4                                                         | 307                                                       | 5                                                         | 220                                                       |
| 2017   | Кристиан Костов                                           | английски                                                 | „Beautiful Mess“                                          | 2                                                         | 615                                                       | 1                                                         | 403                                                       |
| 2018   | Екуинъкс                                                  | английски                                                 | „Bones“                                                   | 14                                                        | 166                                                       | 7                                                         | 177                                                       |
| 2019   | България не участва                                       | България не участва                                       | България не участва                                       | България не участва                                       | България не участва                                       | България не участва                                       | България не участва                                       |
| 2020   | Изданието не се провежда заради пандемията от коронавирус | Изданието не се провежда заради пандемията от коронавирус | Изданието не се провежда заради пандемията от коронавирус | Изданието не се провежда заради пандемията от коронавирус | Изданието не се провежда заради пандемията от коронавирус | Изданието не се провежда заради пандемията от коронавирус | Изданието не се провежда заради пандемията от коронавирус |
| 2021   | Виктория Георгиева                                        | английски                                                 | „Growing Up is Getting Old“                               | 11                                                        | 170                                                       | 3                                                         | 250                                                       |
| 2022   | Интелиджънт Мюзик Проджект                                | английски                                                 | „Intention“                                               | Не се класира                                             | Не се класира                                             | 16                                                        | 29                                                        |
| 2023   | България не участва                                       | България не участва                                       | България не участва                                       | България не участва                                       | България не участва                                       | България не участва                                       | България не участва                                       |
| 2024   | България не участва                                       | България не участва                                       | България не участва                                       | България не участва                                       | България не участва                                       | България не участва                                       | България не участва                                       |